# Campanha do Deserto

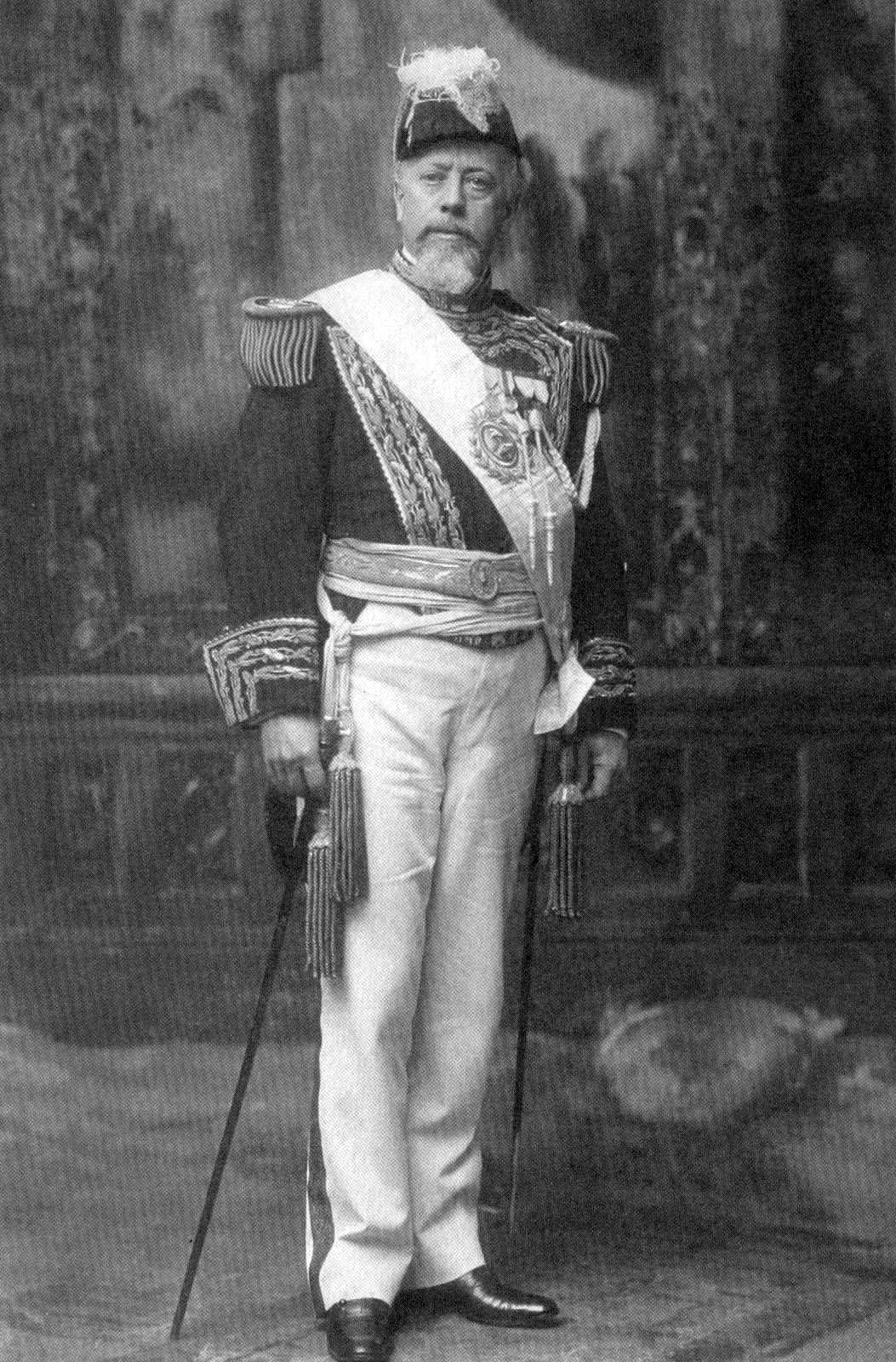
Julio Roca Argentino Roca em 1900, General na campanha da Conquista do Deserto.

A Conquista do Deserto ou Campanha do Deserto foi uma campanha militar levado a cabo pelo governo da República Argentina, sob as ordens do general e futuro presidente Julio Argentino Roca, contra os povos mapuche, tehuelche e ranquel, com o objetivo de obter o domínio territorial do Pampa e Patagônia oriental, até então sob controle indígena, denominado Wall Mapu.
No sentido histórico mais amplo, o termo inclui também as Campanhas prévias à Conquista do Deserto, ou seja, ao conjunto de campanhas militares levadas a cabo pelos colonizadores espanhóis e os governos provinciais argentinos contra estes mesmos povos, antes da grande campanha de 1879.